# Homoeocera modesta
Homoeocera modesta là một loài bướm đêm thuộc phân họ Arctiinae, họ Erebidae.